# Bordzjomi (vatten)
Bordzjomi (georgiska: ბორჯომი წყალი, Bordzjomi Tsqali) är ett varumärke för naturligt kolsyrat mineralvatten från källorna i Bordzjomiravinen i centrala Georgien. På flaskans etiketter med latinsk skrift används den engelska stavningsvarianten Borjomi
De artesiska källorna i dalen fylls av filtrerat smältvatten från glaciärerna på Bakurianibergens toppar, på upp till 2300 meters höjd över havet. Vattnet stiger upp till ytan utan pumpning, och transporteras via ledningar till tre tappningsanläggningar i staden Bordzjomi. Den första buteljeringsanläggningen i Bordzjomi byggdes 1890 av storhertigen Michail Romanov, när den ryska tsarfamiljen upptäckte Bordzjomikällornas påstådda läkande egenskaper.

## Paketering
Bordzjomi mineralvatten levereras i olika mängd, i två sorters flaskor, glas och plast.
- Glasflaskor - 0,33 liter och 0,5 litersförpackningar (2 års hållbarhet)
- Plastflaskor - 0,5 liter och 1 litersförpackningar (1 års hållbarhet)

Både glas och plastflaskor har skruvkork. Företagsstämpelns grönaktiga färg på glasflaskorna (så kallat "georgiskt grön") är tillverkad på en egen formel.

## Galleri

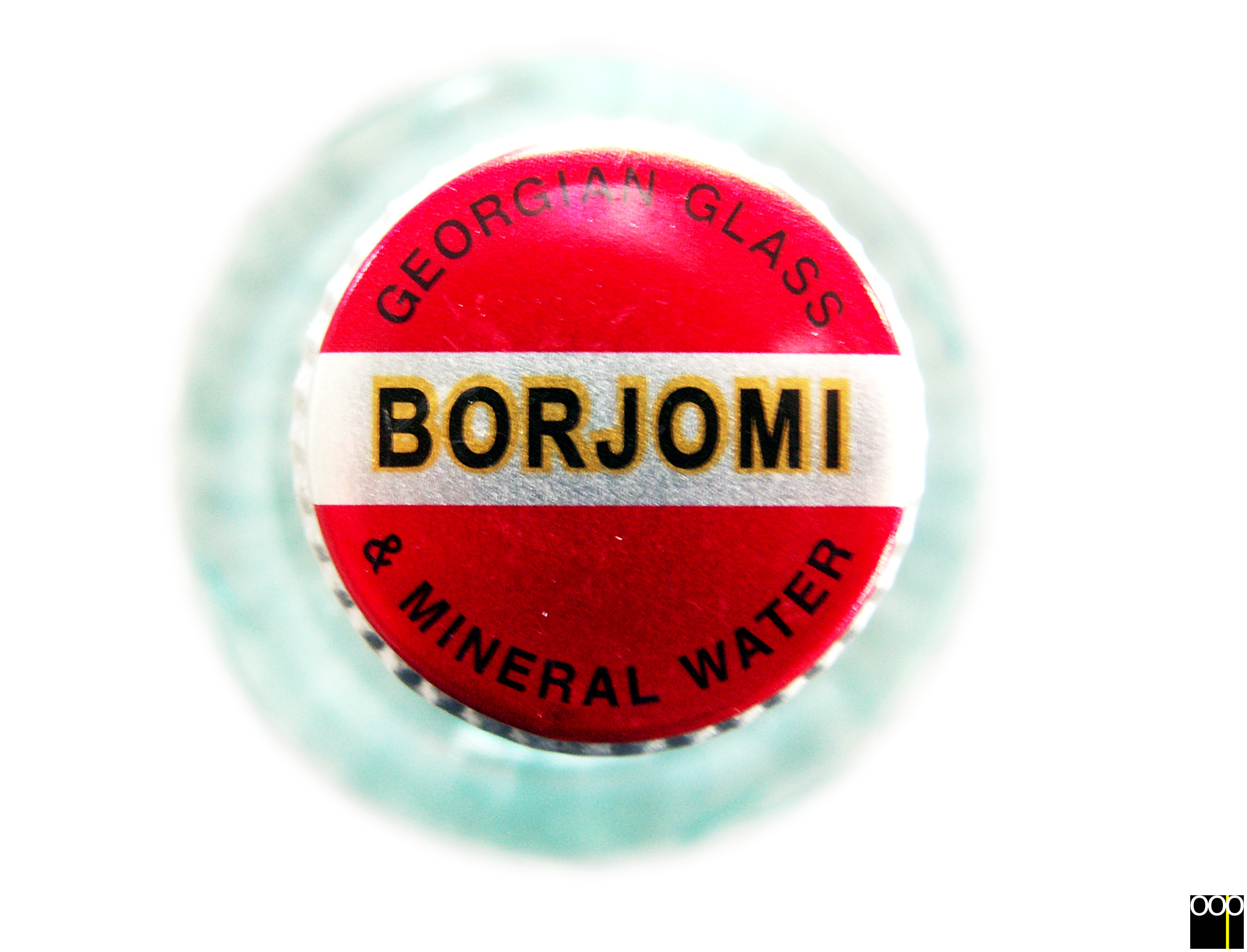
Kapsyl på Bordzjomi glasflaska
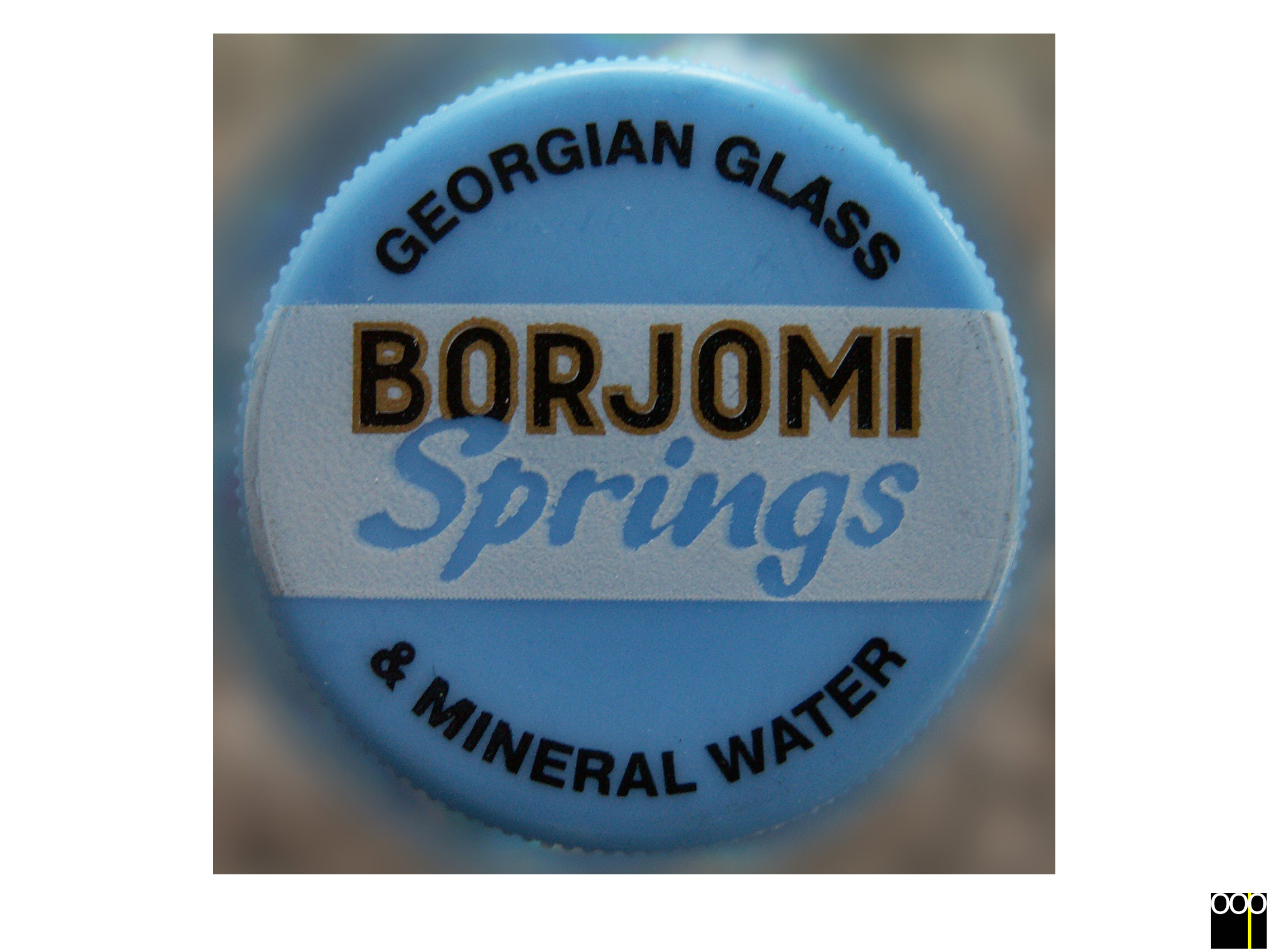
Plastkork på Bordzjomi plastflaska
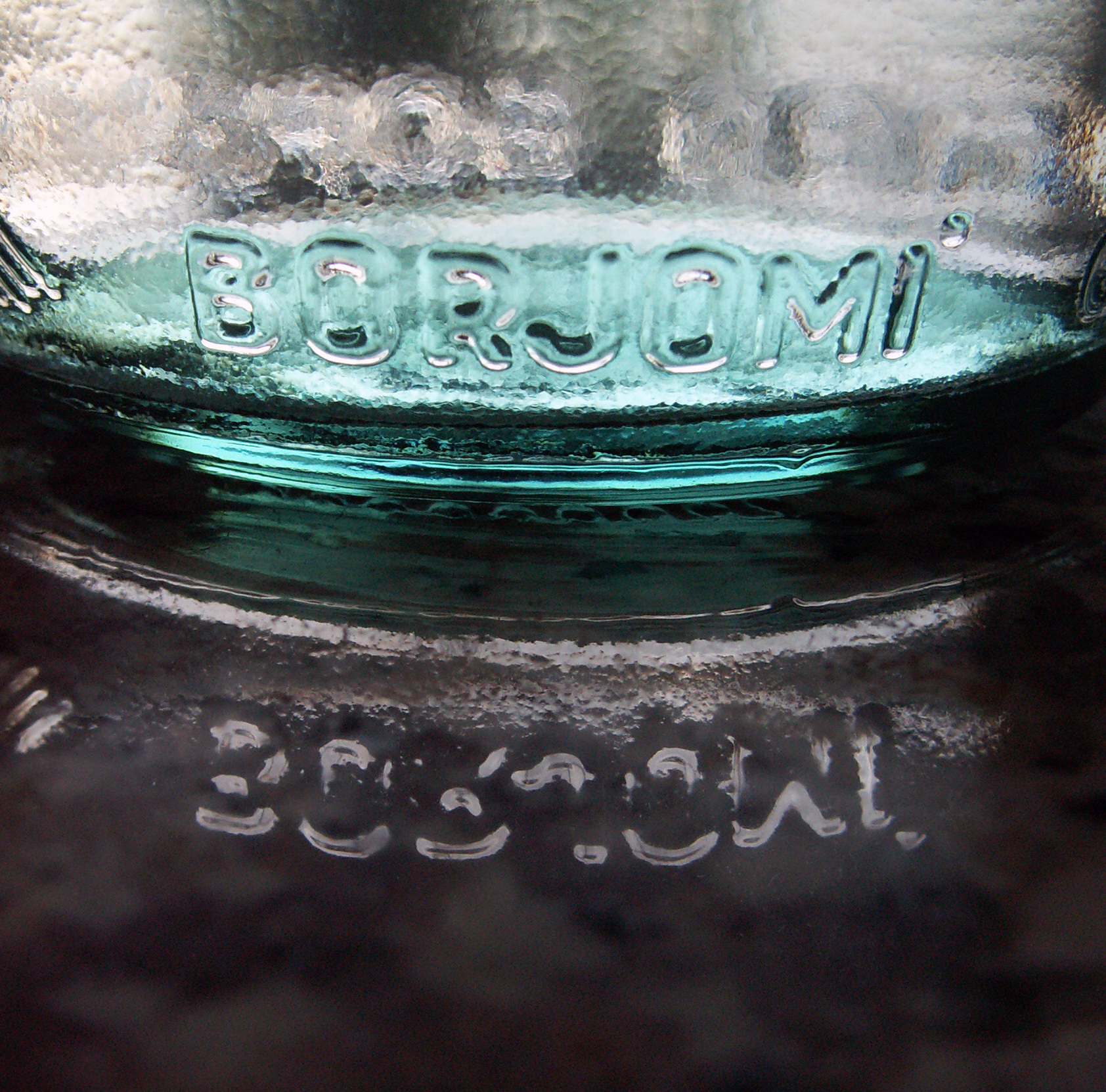
Stämpel på en Bordzjomi glasflaska
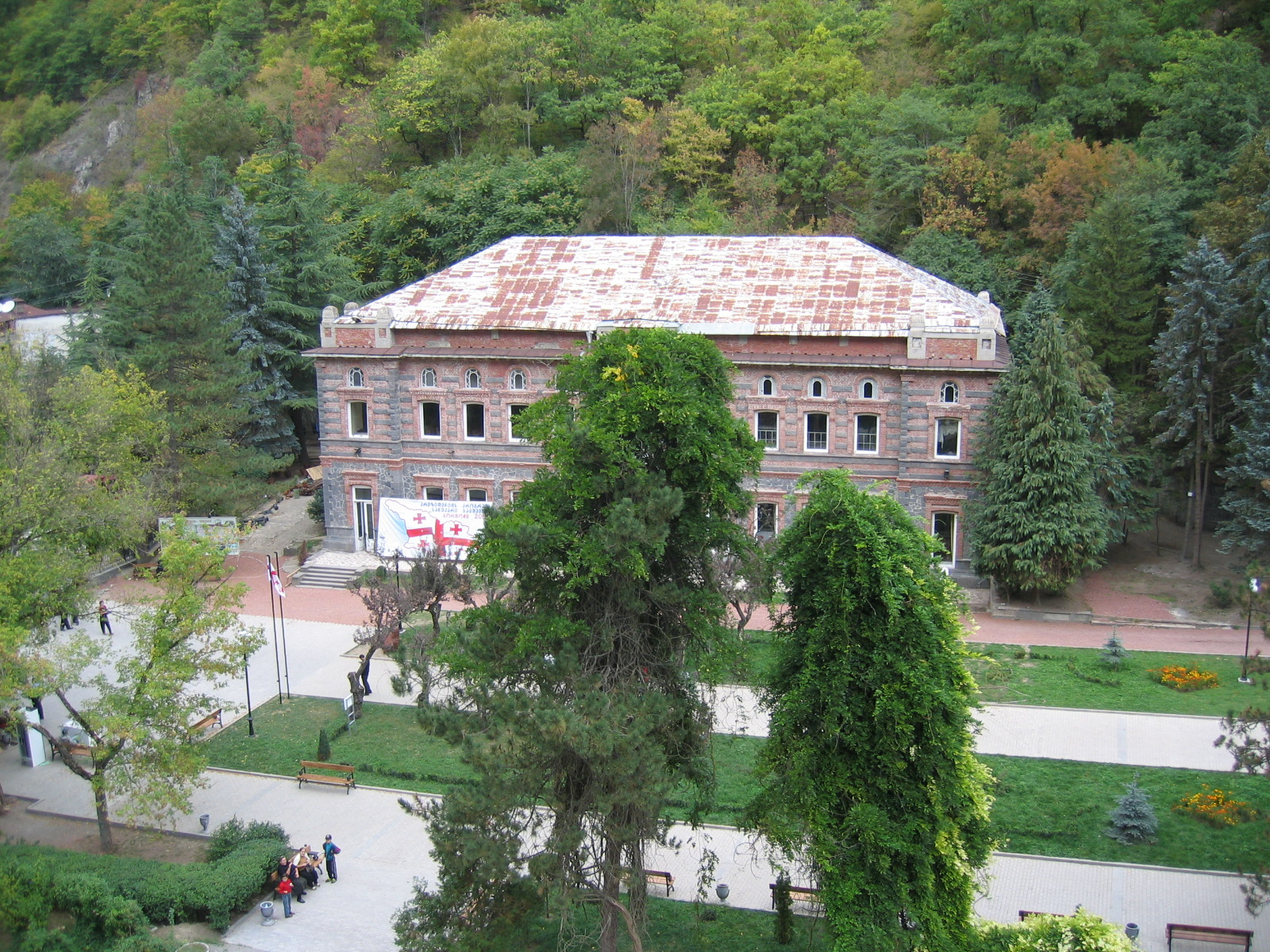
En av företagets buteljeringsanläggningar i Bordzjomi